# Раздольное (Родинский район)
Раздо́льное — село в Родинском районе, Алтайский край, Россия. Административный центр Раздольненского сельсовета.

## География
Село находится в западной части края на равнинной территории Кулундинской степи. К востоку от села расположено озеро Журавлиное.
Расстояние до
- районного центра Родино: 17 км.
- краевого центра Барнаул: 275 км.

Ближайшие населенные пункты
Шаталовка 10 км, Ивановка 11 км, Тизек 12 км, Марковка 14 км, Разумовка 16 км, Новотроицк 22 км.
Климат
Климат резко континентальный со значительным количеством осадков. Даже в засушливые периоды выпадает достаточно влаги — около 318 мм осадков в год. Температурный режим характеризуется резкими перепадами, как в течение суток, так и на протяжении года. Среднегодовая температура — 2,2 °C.

## История
Вначале несколько семей из села Родино объединили свои хозяйства и в 1928 году образовали коммуну имени Сталина. Через год к ним присоединилось достаточно много людей: было построено 212 дворов, в которых проживало 876 человек. Коммуна стала посёлком Сталино. К марту 1930 года к коммунарам присоединились жители окрестных населённых пунктов, был создан новый сельсовет Сталинский. По данным переписи 1948 года в состав Сталинского сельсовета входило 8 посёлков и село Первомайское. В 1958 году, с образованием крупного совхоза «Даниловский» (1957 год), Сталинский сельсовет был объединен с Разумовским.
В 1962 г. указом Президиума Верховного Совета РСФСР поселок Сталино переименован в Раздольное.

## Население
| 1997 | 1998  | 1999  | 2000  | 2001  | 2002  | 2003  |
| ---- | ----- | ----- | ----- | ----- | ----- | ----- |
| 1171 | ↗1227 | ↘1133 | ↘1127 | ↘1074 | ↘1049 | ↗1056 |
| 2004 | 2005  | 2006  | 2007  | 2008  | 2009  | 2010  |
| ↘987 | ↘986  | ↗1009 | ↗1013 | ↘989  | ↘966  | ↘853  |
| 2011 | 2012  | 2013  |       |       |       |       |
| ↘851 | ↗855  | ↘835  |       |       |       |       |

## Инфраструктура
В селе есть крестьянские хозяйства (КФК), которые занимаются производством зерновых и зернобобовых культур, личные подсобные хозяйства. В селе работают 2 магазина, есть средняя общеобразовательная школа, детский сад, сельская библиотека, сельский дом культуры, фельдшерско-акушерский пункт.
В селе работает ООО «Раздольненское».
Транспорт
С областным и районным центром жителей села связывает автобусное сообщение и сеть региональных автомобильных дорог.